# Верхнеавзянский сельсовет
Верхнеавзянский сельсовет — сельское поселение в Белорецком районе Башкортостана Российской Федерации.
Административный центр — село Верхний Авзян.

## История
До 17 декабря 2004 года имел статус поселкового совета.
Согласно «Закону о границах, статусе и административных центрах муниципальных образований в Республике Башкортостан» имеет статус сельского поселения. 

## Население
1939 год — 5284 (2430 мужчины, 2854 женщины) чел.;
| 1939  | 1961  | 1969  | 2002  | 2009  | 2010  | 2012  |
| ----- | ----- | ----- | ----- | ----- | ----- | ----- |
| 5284  | ↗6017 | ↘5900 | ↘2898 | ↘2685 | ↘2297 | ↘2225 |
| 2013  | 2014  | 2015  | 2016  | 2017  |       |       |
| ↘2161 | ↘2112 | ↘2060 | ↘2020 | ↘1963 |       |       |

## Состав сельского поселения
| № | Населённый пункт | Тип населённого пункта       | Население |
| - | ---------------- | ---------------------------- | --------- |
| 1 | Верхний Авзян    | село, административный центр | ↘2024     |
| 2 | Исмакаево        | село                         | ↘273      |